# Élection partielle de Warrington de 1981
L'élection partielle de Warrington de 1981 se déroule le 16 juillet 1981. Elle vise à remplacer le député britannique Thomas Williams (en), représentant la circonscription électorale anglaise de Warrington à la Chambre des communes, à la suite de son élection comme Justice of the High Court. Elle est remportée par Doug Hoyle, du Parti travailliste.

## Les candidats
La circonscription de Warrington est représentée par des députés travaillistes depuis 1945. Même lors des élections générales de 1979, désastreuses pour les travaillistes, Thomas Williams est confortablement réélu avec 61,6 % des suffrages. Pour lui succéder, le parti sélectionne Doug Hoyle, ancien député de Nelson and Colne (en) battu en 1979.
Au début de l'année 1981, le Parti travailliste connaît une scission à la suite de la création du Parti social-démocrate (SDP) par la « Bande des Quatre (en) » : David Owen, Bill Rodgers, Shirley Williams et Roy Jenkins. Parmi eux, Williams et Jenkins ne sont pas députés et cherchent donc à profiter des élections partielles pour être élus à la Chambre des communes le plus rapidement possible. Le SDP conclut une alliance avec le Parti libéral, dont le candidat n'a recueilli que 9,1 % des voix en 1979, pour soutenir la candidature de Jenkins à l'élection partielle.
Le Parti conservateur, arrivé deuxième en 1979 avec 28,8 % des voix, ne s'attend pas à remporter ce scrutin, dans la mesure où il est le parti de gouvernement et souffre dans les sondages. Son candidat est Stanley Sorrell, un chauffeur de bus londonien qui, chose inhabituelle pour un conservateur, est également un syndicaliste actif.
Huit autres candidats se présentent, dont Neil Chantrell pour le Parti de l'écologie et Bill Boaks (en), qui s'est fait une spécialité de se présenter dans le plus grand nombre possible d'élections partielles pour attirer l'attention sur son sujet de prédilection, la sécurité routière. Avec onze candidats, l'élection partielle de Warrington égale le record établi par l'élection partielle de Lambeth Central de 1978 (en). Ce record est battu un peu plus tard la même année par l'élection partielle de Croydon North West, avec douze candidats.

## Les résultats
Doug Hoyle remporte la victoire, mais avec seulement 1 759 voix d'avance sur Roy Jenkins (pour comparaison, Williams bénéficiait d'une avance de 10 274 voix en 1979). Le grand perdant est Stanley Sorrell, qui perd trois quarts du vote conservateur par rapport à 1979. Aucun des autres candidats ne remporte plus de 1 % des suffrages.
| Parti         | Parti                          | Candidat        | Votes  | Votes | Votes  |
| Parti         | Parti                          | Candidat        | Voix   | %     | +/-    |
| ------------- | ------------------------------ | --------------- | ------ | ----- | ------ |
|               | Parti travailliste             | Doug Hoyle      | 14 280 | 48,4  | – 13,3 |
|               | Parti social-démocrate         | Roy Jenkins     | 12 521 | 42,4  | —      |
|               | Parti conservateur             | Stanley Sorrell | 2 102  | 7,1   | – 21,7 |
|               | Parti de l'écologie            | Neil Chantrell  | 219    | 0,8   | —      |
|               | United Democratic Labour Party | Daniel Hussey   | 149    | 0,5   | —      |
|               | Citizen's Band Radio Party     | Iain Leslie     | 111    | 0,4   | —      |
|               | Travailliste indépendant       | John Fleming    | 53     | 0,2   | —      |
|               | Parti social-démocrate (1979)  | Donald Kean     | 38     | 0,1   | – 0,4  |
|               | Democratic Monarchist          | Bill Boaks (en) | 14     | 0,1   | —      |
|               | English Democratic Party       | Harry Wise      | 11     | 0,0   | —      |
|               | More Prosperous Britain        | Tom Keen        | 10     | 0,0   | —      |
| Participation | Participation                  | Participation   | 29 508 | 67,0  | – 4,3  |

Jenkins parvient finalement à être élu lors de l'élection partielle de Glasgow Hillhead de 1982. La circonscription de Warrington est divisée en deux à partir des élections générales de 1983. Hoyle est réélu à Warrington North, mais c'est un conservateur, Mark Carlisle, qui remporte Warrington South.